# Favolaschia calocera
Фаволаскія калоцера (Favolaschia calocera) — вид грибів роду Фаволаскія (Favolaschia). Гриб вперше класифікував Роже Ейм (R. Heim) у 1945 році.

## Будова
Живиться відмерлою деревиною. Плодові тіла — яскраво оранжеві, невеликі до 30 мм, з великими порами на нижній стороні шапки.

## Поширення та середовище існування
Вперше описані на о. Мадагаскар. Сьогодні зустрічається в Таїланді, Новій Зеландії, Австралії, Гаваях, Кенії та навіть Італії. Наразі невідомо чи гриб походить з Мадагаскару, чи був завезений з Азії. Фаволаскія калоцера продовжує активно поширюватися за допомогою людини, витісяняючи місцеві види.

## Практичне використання
Не їстівний гриб.